# Nekomerční marketing
Nekomerční neboli sociální marketing se stejně jako komerční marketing snaží působit na emoce, tzn. šokovat, překvapit, dojmout či rozesmát, ale navíc angažuje množství známých osobností, které zvyšují důvěryhodnost propagovaných ideálů. Vychází z předpokladu, že pokud reklama umí přimět lidi k nákupu, dokáže také změnit jejich chování, a nejen to nákupní. 
V odborné literatuře je nekomerční marketing chápán jako plánování, organizování, realizace a kontrola marketingové strategie a aktivit nekomerčních organizací, nestátních a zájmových organizací, ekologických hnutí a charitativních organizací, které ve své komunikaci s cílovými zájmovými skupinami velice intenzivně využívají všechny formy sociální reklamy, zejména však sociální marketingové kampaně. 
V podstatě jde o jednu z marketingových aplikací, která využívá technik komerčního marketingu k ovlivnění sociálního chování. Upozorňuje zejména na nebezpečí pohlavních nemocí, užívání alkoholu a drog, ale také například na problematiku domácího násilí, sexuálního zneužívání či lidských práv obecně.
V současné době je možné se setkat i s jistou terminologickou nejasností při vymezení obsahu pojmů nekomerční marketing, sociální reklama a cause-related marketing, spíše známý pod zkratkou CRM. Přesto, že se tyto pojmy ve své praktické aplikaci překrývají, každý z nich souvisí se specifickou oblastí marketingové praxe i teorie. Sociální reklama je specifický typ reklamy a je využívána neziskovými organizacemi a státními složkami jako komunikační nástroj sociálního (nekomerčního) marketingu. CRM je vnímán jako marketingová snaha podniku o vytvoření veřejného spojení s určitou společenskou nebo charitativní záležitostí či organizací za účelem propagace produktů nebo služeb společnosti a získání peněžních prostředků pro danou záležitost či organizaci. 

## Historie
Za reálné počátky nekomerčního marketingu lze považovat už středověk, kdy se na sebe církevní, sociální, zdravotní a vzdělávací organizace snažily upoutat pozornost a měnit či ovlivňovat názory, chování lidí. 

### Historie ve spojených státech amerických
Myšlenku sociálního marketingu nahodil jako první v roce 1952 G. D. Wiebe, který ve svém článku Public Opinion Quarterly položil řečnickou otázku: „Proč nemůžete prodat bratrství a racionální myšlení tak, jako mýdlo?“. Sociální marketing jako disciplína se začal rozvíjet v USA až počátkem 70. let minulého století s jasným cílem snížit sociální problémy lidstva. V roce 1971 poprvé použili termín sociální marketing Philip Kotler a Gerald Zeltman v časopise Journal of Marketing, kde popisují použití marketingových principů a technik ke zlepšení sociálních sporů, nápadů, ale i chování. Nejúspěšnější a zároveň první kampaní v USA, týkající se sociálního marketingu, byla kampaň na podporu prodeje válečných (a později spořicích) dluhopisů neziskové organizace Ad Council. Neméně úspěšná byla také sociální marketingová kampaň Rosie The Riveter – We Can Do It!, zaměřená na podporu nástupu žen do amerického průmyslu, na místa mužů bojujících za oceánem.

### Historie v České republice
Sociální reklama přirozeně fungovala v omezené míře i v totalitním Československu. Byla zaměřena na zdraví, pracovní rizika nebo úspory. První odborné informace o sociálním marketingu se do České republiky dostaly koncem 80. let minulého století díky monografii Richarda R. Manoffa, která byla zaměřená na zdravotnickou problematiku a jejíž název byl „Nový imperativ veřejného zdravotnictví“. Sociální marketingová kampaň byla zaměřena na prevenci chorob srdce a cév s důrazem zejména na zdravé a nevhodné výživy. Sociální reklama a sociální marketingové kampaně, jak je známe dnes, se začaly v České republice objevovat především po změně politického režimu v roce 1989, přičemž mezi první sociální marketingové kampaně patřily „Suvenýr z Prahy, který si nikdo nechce přinést domů“, která byla zaměřena na úklid exkrementů psů z ulic a kampaň „Jenom vůl nedá přednost zebře“, která podporovala přednost chodců na přechodech. Soustředěnou pozornost věnovalo sociální reklamě od 90. let 20. století Muzeum designu v Benešově u Prahy, které vytvářelo rozsáhlou její klasickou a digitální sbírku, připravovalo výstavy, semináře a podporovalo výměnu materiálů mezi různými organizacemi. Tuto aktivitu provázel odborný výzkum v terénu a testování funkčnosti.

## Oblasti použití nekomerčního marketingu
Sociální marketingové kampaně bývají realizovány ve čtyřech hlavních oblastech:
- ochrana zdraví – kampaně proti kouření, konzumaci alkoholu, užívání drog, kampaně na ochranu před nechtěným těhotenstvím, prevenci sexuálně přenosných chorob, rakoviny prsu, aj.
- bezpečnost a prevence zranění – kampaně zaměřené na prevenci domácího a sexuálního násilí, používání bezpečnostních dětských sedaček, kampaně proti požívání alkoholu před jízdou apod.
- ochrana životního prostředí – kampaně prosazující třídění a recyklaci odpadu, bojující proti znečišťování životního prostředí průmyslovými firmami, prosazující ochranu vodních zdrojů, aj.
- společenská angažovanost – kampaně týkající se dárcovství krve a orgánů, pomoci při humanitárních katastrofách, dobrovolnictví, účasti ve volbách a referendech, apod.

Sociální marketingové kampaně nemají pouze podobu mediálních reklamních kampaní, ale využívají také různé netradiční prostředky, které často mají povahu events (demonstrace, happeningy, apod.) Pro dosažení cílů v některých oblastech mohou být takové kampaně mnohem účinnější než kampaně klasické, jelikož dokáží více vtáhnout cílovou skupinu „do děje“ a na její členy emocionálně zapůsobit.

## Nekomerční marketing v praxi

### Little Money, Big Difference
Nizozemská organizace Cordaid spustila v roce 2007 kampaň „Little Money, Big Difference“. Fotografie byly vystavovány na billboardech, v přeplněných nákupních centrech, barech, restauracích a tomu podobných místech. Cílem kampaně bylo vyvést lidi z jejich pohodlné zóny a konfrontovat je se spotřebitelským chováním. Kampaň vyvolala pozitivní i negativní ohlasy, nakonec vyhrála na reklamním festivalu v Cannes stříbrného lva a  doteď ji jako výukový materiál používají reklamní školy.

### Real men don't buy girls
Mezinárodní kampaň „Praví muži si dívky nekupují“ upozorňovala na obchodování s bílým masem, zejména co se týče žen a dívek. Pod kampaní byl podepsán tehdejší manželský pár Demi Moore a Ashton Kutcher a v televizních spotech vystupovaly takové hvězdy jako Sean Penn (Praví muži vědí, jak používat žehličku), Jamie Foxx (Praví muži vědí, jak používat dálkové ovládání), Justin Timberlake (Praví muži preferují důkladné oholení), Bradley Cooper (Praví muži vědí, jak připravit jídlo) a mnoho dalších.

### Smutley
Humorným způsobem pojala svoji nekomerční kampaň nezisková organizace AIDES, která pro varování před virem HIV využila animované postavičky, kocoura jménem Smutley. V epizodě nazvané „Ocas do větru“ ukazuje svého hrdinu, jak si „hraje“ se vším, co se jen trochu hýbe. Kampaň připravila agentura Goodby Silverstein & Partners.

### Nemyslíš, zaplatíš!
Největší celostátní kampaň Ministerstva dopravy České republiky byla zaměřená na věkovou skupinu řidičů do 25 let a nejčastější příčiny jejich dopravních nehod. Kampaň probíhala prostřednictvím televizních obrazovek a zejména internetu s cílem představit lidem situace, do kterých se mohou za volantem dostat, pokud se nebudou chovat v souladu s dopravními předpisy. Jednotlivé spoty této kampaně končí smrtí cestujícího ve vozidle. Záměrem kampaně bylo ovlivnit chování mladých řidičů negativním působením, respektive vyvoláním negativních emocí a varovat před hrozícím nebezpečím na silnicích.